# Udspring under sommer-OL 2016 – 3 meter springbræt (damer)
Kvindernes 3 meter udspringskonkurrence fra springbræt ved Sommer-OL 2016 i Rio de Janeiro fandt sted den 12.-14. august på Maria Lenk Aquatic Center i Barra da Tijuca.

## Format
Konkurrencen blev afholdt i tre runder:
- Indledende runde: Alle 30 atleter udfører fem spring; de 18 bedste springere avancerede til semifinalen.
- Semifinale: De 18 bedste springere udfører fem spring; kvalifikationsresultaterne blev slettet, og de 12 bedste dykkere gik videre til finalen.
- Finale: De 12 springere udførte fem spring; semifinalescoringerne blev slettet, og de tre bedste dykkere vinder guld-, sølv-, og bronzemedaljer.